# Енсел Елгорт
Ансель Елґорт (англ. Ansel Elgort, /ənˈsel elgort/ ; нар. 14 березня 1994, Нью-Йорк, США) — американський актор, музикант, DJ. Найбільш відомий ролями у фільмах «Винні зірки» (2014) та «На драйві» (2017).

## Біографія
Народився в сім'ї фотографа Артура Елґорта та режисерки, хореографа і продюсерки Ґрети Барретт Голбі. Має сестру Софі та брата Ворена. В дитинстві займався танцями й балетом. Ансель навчався у вищій школі LaGuardia.

### Кар'єра
Акторська кар'єра почалася тільки в 2013 році. Його дебютним став фільм «Керрі» — екранізація однойменного роману Стівена Кінга, в якій він грав роль Томмі Росса. В 2014 в прокаті вийшли наступні два фільм з Елґортом: «Дивергент», «Винні зірки». В обох картинах його колегою на знімальному майданчику була Шейлін Вудлі.

Попри своє захоплення музикою та танцями, Ансель стверджує, що вирішив серйозно займатись лише акторською кар'єрою: 
|                         | Я перш за все вважаю себе актором. Я витратив сім років на розвиток здібностей, навчався втрачати для камери контроль, при цьому повністю контролюючи ситуацію |
| — заявив молодий актор, | |

На церемонії вручення премії «Оскар» (22 лютого 2015 року) разом з Хлоєю Морец оголосив переможців у категорії Найкращі візуальні ефекти.

## Фільмографія

### Фільми
| Рік  |   | Українська назва         | Оригінальна назва      | Роль           |
| ---- | - | ------------------------ | ---------------------- | -------------- |
| 2013 | ф | Керрі                    | Carrie                 | Томмі Росс     |
| 2014 | ф | Дивергент                | Divergent              | Калеб Праєр    |
| 2014 | ф | Винні зірки              | The Fault in Our Stars | Агастус Вотерс |
| 2014 | ф | Чоловіки, жінки та діти  | Men, Women & Children  | Тім Муні       |
| 2015 | ф | Інсургент                | Insurgent              | Калеб Праєр    |
| 2015 | ф | Паперові міста           | Paper Towns            | Мейсон         |
| 2016 | ф | Аллегіант — частина 1    | Allegiant: Part 1      | Калеб Праєр    |
| 2017 | ф | На драйві                | Baby Driver            | Бейбі          |
| 2017 | ф | Листопадові злочинці     | November Criminals     | Еддісон        |
| 2018 | ф | Дублікат                 | Jonathan               | Джонатан/Джон  |
| 2018 | ф | Клуб молодих мільярдерів | Billionaire Boys Club  | Джо Хант       |
| 2019 | ф | Щиголь                   | The Goldfinch          | Тео Декер      |
| 2021 | ф | Вестсайдська історія     | West Side Story        | Тоні           |

### Телебачення
| Рік       |   | Українська назва | Оригінальна назва | Роль                           |
| --------- | - | ---------------- | ----------------- | ------------------------------ |
| 2022—2024 | с | Поліція Токіо    | Tokyo Vice        | Джейк Адельштейн (18 епізодів) |

## Нагороди та номінації
| Рік  | Премія                      | Категорія                                    | Фільм       | Результат |
| ---- | --------------------------- | -------------------------------------------- | ----------- | --------- |
| 2014 | Teen Choice Awards 2014     | Найкращий актор: Драма                       | Винні зірки | Перемога  |
| 2014 | Teen Choice Awards 2014     | Прорив року                                  | Винні зірки | Перемога  |
| 2014 | Teen Choice Awards 2014     | Найкращий поцілунок (Разом із Шейлін Вудлі)  | Винні зірки | Перемога  |
| 2014 | Teen Choice Awards 2014     | Хімія (Разом із Шейлін Вудлі та Нетом Волфі) | Винні зірки | Перемога  |
| 2015 | People's Choice Awards      | Улюблений дует (Разом із Шейлін Вудлі)       | Винні зірки | Номінація |
| 2015 | Кінопремія «Вибір критиків» | Найкращий молодий актор                      | Винні зірки | Номінація |
| 2015 | Teen Choice Awards 2015     | Найкращий актор: Екшн                        | Інсургент   | Номінація |
| 2017 | Золотий глобус              | Найкраща чоловіча роль                       | На драйві   | Номінація |
| 2018 | Імперія                     | Найкращий новий актор                        | На драйві   | Номінація |
| 2018 | MTV Movie & TV Awards       | Найкраща чоловіча роль                       | На драйві   | Номінація |